# Lilaia (Polis)

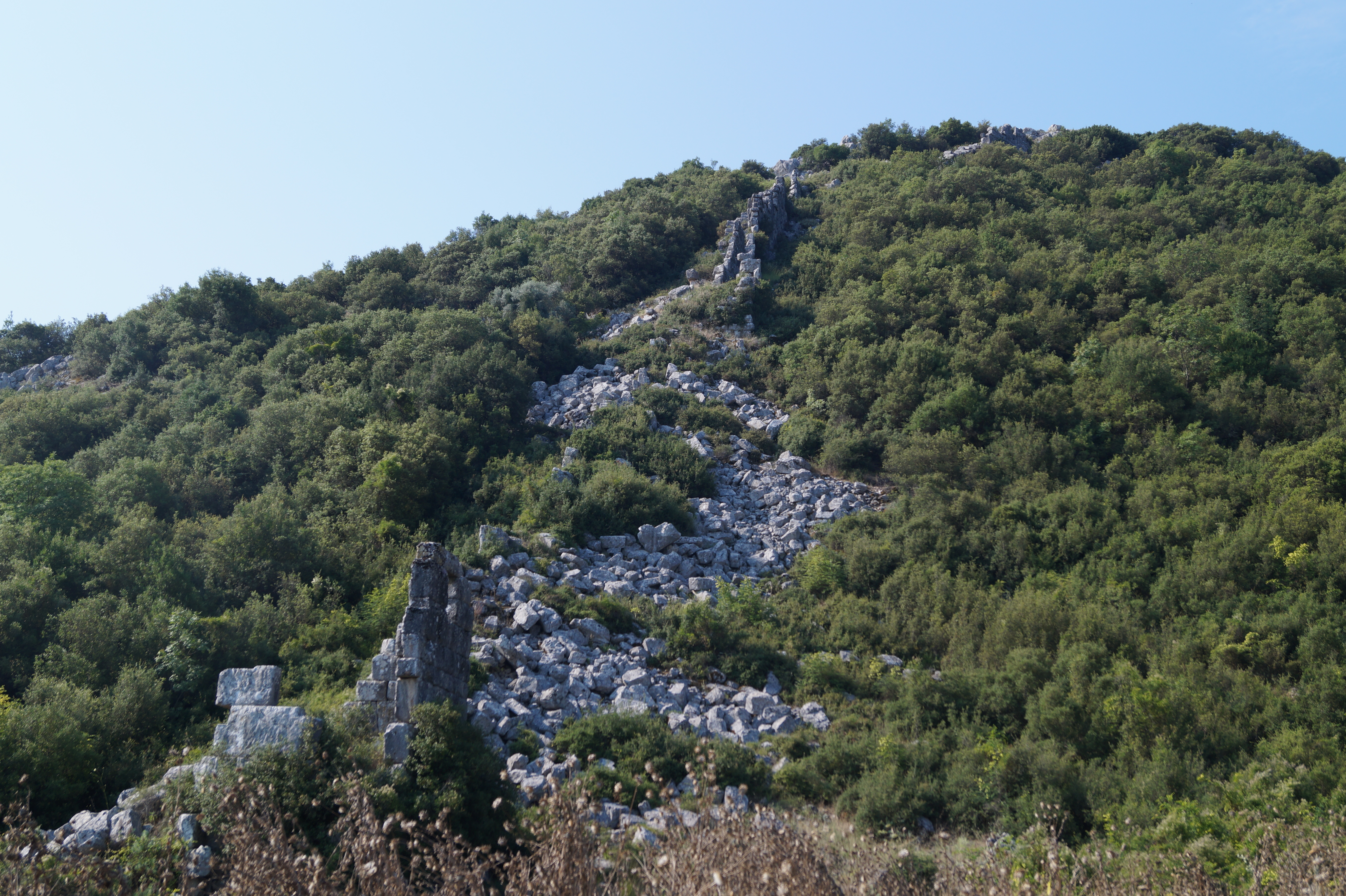
Lilaia: Antike Stadtmauer

Lilaia (altgriechisch Λιλαια, lateinisch Lilaea) war eine Polis in der Region Phokis im Antiken Griechenland, etwa 15 km nördlich von Delphi. Die Akropolis liegt am südöstlichen Ortsrand des heutigen Ortes Lilea. Eindrucksvolle Reste der Stadtmauer mit Wachtürmen führen vom etwa 440 m hohen Akropolishügel den Steilhang hinab in die Ebene. Im Tal östlich der Stadt führte die Straße über Arachova nach Delfi.
Nach der Sage war Lilaia nach der Najade Lilaia, der Tochter des Flussgottes des Flusses Kephisos benannt, an dessen Hauptquelle Lilaia liegt. Diese Quelle liegt nördlich der Akropolis und heißt heute Kephalovrisis (altgriechisch  Κεφαλοβρύσεις). Pausanias berichtet, dass diese Quelle gelegentlich wie ein brüllender Stier klang.
Die Stadt wurde vermutlich 480 v. Chr. von Xerxes I. verschont, da sie sich wahrscheinlich wie die meisten dorischen Städte den Persern unterwarf. Sie wurde sowohl im dritten Heiligen Krieg des antiken Griechenlands um 350 v. Chr. als auch nach der Schlacht bei Chäroneia 338 v. Chr. zerstört. Die heute noch sichtbare Stadtmauer wurde kurz nach der letzten Zerstörung errichtet. Der Makedone Demetrios I. Poliorketes eroberte die Stadt. Erst während der Herrschaft von Philipp V. konnte sich die Stadt vom makedonischen Joch befreien.
Die Blütezeit der Stadt reicht vom 5. bis zum 2. vorchristlichen Jahrhundert. Auch zu Pausanias’ Zeit gab es noch ein Theater, eine Agora, Bäder und einen Tempel von Apollon und Artemis mit Kultstatuen aus pentelischem Marmor, die in einer Athener Werkstatt gefertigt wurden. Später gab es hier nur noch einen römischen Gutshof. In spätbyzantinischer Zeit wurde auf der Akropolis ein Wachturm errichtet.
Östlich der Stadt bei Kato Souvala gab es einen Tempel des Flussgottes Kephisos, ein Demeterheiligtum und die frühbyzantinische Kirche Panagia Eleussa.